# Clethra retivenia
Clethra retivenia är en tvåhjärtbladig växtart som beskrevs av Herman Otto Sleumer. Clethra retivenia ingår i släktet Clethra och familjen Clethraceae. Inga underarter finns listade i Catalogue of Life.